# Eleição municipal de Caraguatatuba em 2016
A eleição municipal de Caraguatatuba em 2016 foi realizada em 2 de outubro de 2016 para eleger um prefeito, um vice prefeito e quinze vereadores no município de Caraguatatuba, no estado de São Paulo, no Brasil. O prefeito eleito foi Aguilar Junior, do PMDB, com 42,50% (25.138 votos) dos votos em uma disputa acirrada com o candidato do PSDB Gilson Mendes, que terminou a eleição com 42,44% (25.101 votos) dos votos, somente 37 votos de diferença. O vice-prefeito eleito foi Campos Junior do PPS.
A disputa pelas quinze vagas para vereador do município de Caraguatatuba possuiu 343 candidatos, tendo como candidato mais votado Aurimar Mansano do PTB com 2.047 votos (3,37% dos votos válidos).

## Antecedentes
Na eleição municipal de 2016, Aguilar Junior, do PMDB derrotou Gilson Mendes, do PSDB. A eleição foi decidida por uma diferença de 37 votos. O peemedebista Aguilar Junior, é paulistano, casado e biomédico. Além de Aguilar Junior e Gilson Mendes, que protagonizaram a eleição, também disputaram o cargo na cidade Dr. Ernesto (SD), Alvaro Alencar Trindade (PPL), Nivaldo Alves (PR) E Thífany Félix (PSOL).

## Eleitorado
O município de Caraguatatuba tem 115.071 habitantes e 84.624 eleitores. No total foram 59.142 votos válidos (89,13%), brancos 2.842 (4,28%), nulos 4.369 (6,58%) e abstenções 18.372 (21,68%).

## Candidatos
Houve seis candidatos para a prefeitura de Caraguatatuba em 2016, Aguilar Junior (PMDB), Gilson Mendes (PSDB), Dr. José Ernesto (SD), Nivaldo Alves (PR), Alvaro Alencar Trindade (PPL), Thífany Félix (PSOL)
| Número | Candidato(a)            | Vice                 | Partido | Coligação                               | Coligação                                     |
| ------ | ----------------------- | -------------------- | ------- | --------------------------------------- | --------------------------------------------- |
| 15     | Aguilar Junior          | Campos Jr.           | PMDB    | "Por uma Caraguatatuba mais humanizada" | (PDT/PMDB/PSC/PPS/PRTB/PMN/ PRP/PSD/PSDC/PEN) |
| 45     | Gilson Mendes           | Baduca Filho         | PSDB    | Isolado                                 | Isolado                                       |
| 77     | Dr. José Ernesto        | Dra. Leonor Diniz    | SD      | Isolado                                 | Isolado                                       |
| 22     | Nivaldo Alves           | Prof. Jamil Salamene | PR      | "Caraguatatuba legal"                   | (PR/PTdoB/PV/PCdoB/PSL/PTC)                   |
| 54     | Alvaro Alencar Trindade | Helio Monteiro       | PPL     | "O povo é a razão"                      | (PPL/PROS)                                    |
| 50     | Thífany Félix           | Pardal               | PSOL    | Isolado                                 | Isolado                                       |

## Campanha
Aguilar Junior que integrou a coligação "Por uma Caraguatatuba mias humanizada" definiu uma série de compromissos e estabeleceu prazos para cumpri-los. O candidato trouxe como proposta a limpeza das ruas e o banco de alimentos para famílias carentes, com o prazo estabelecido para abril de 2017, prometeu colocar bloquetes nas ruas e a criação de uma UPA na Zona Sul, com o prazo estabelecido para junho de 2017, trouxe também como proposta a implementação da escola integral, até agosto de 2017, e o congelamento das tarifas do ônibus até dezembro de 2017..
Para a escolha de seus secretários, Aguilar Junior disse: "Mesclamos juventude e experiência."

### Debate
No dia 12/09, foi promovido pelo Diretório Acadêmico Jovem Eremias Delizoicov, do IFSP Câmpus Caraguatatuba, um debate entre cinco dos seis candidatos a prefeito de Caraguatatuba. O debate, além de ter sido transmitido ao vivo, no canal do Youtube do IFSP Câmpus Caraguatatuba, também foi projetado na parede externa do câmpus, devido à lotação do auditório ter excedido sua capacidade. O debate durou aproximadamente três horas e meia, nele os candidatos elencaram suas propostas e prioridades para o próximo mandato.
Participaram do debate os seguintes candidatos:
- Aguilar Junior  – Partido PMDB – nº 15
- Alvaro Alencar Trindade – Partido PPL – nº 54
- Dr. Jose Ernesto – Partido SD – nº 77
- Nivaldo Alves – Partido PR – nº 22
- Thífany Félix – Partido PSOL – nº 50

## Resultados

### Prefeito
No dia 2 de outubro Aguilar Junior foi eleito prefeito de Caraguatatuba com 42,50% dos votos válidos (25.138 votos) no primeiro turno.
| Candidato(a)                  | Vice                      | 1º turno 2 de outubro de 2016 | 1º turno 2 de outubro de 2016 |
| Candidato(a)                  | Vice                      | Total                         |                               |
| ----------------------------- | ------------------------- | ----------------------------- | ----------------------------- |
| Aguilar Junior (PMDB)         | Campos Jr. (PPS)          | 25.138                        |                               |
| Gilson Mendes (PSDB)          | Baduca Filho (PSDB)       | 25.101                        |                               |
| Dr. José Ernesto (SD)         | Dra. Leonor Diniz (SD)    | 5.245                         |                               |
| Nivaldo Alves (PR)            | Prof. Jamil Salamene (PV) | 2.237                         |                               |
| Alvaro Alencar Trindade (PPL) | Helio Monteiro (PPL)      | 1.027                         |                               |
| Thífany Félix (PSOL)          | Pardal (PSB)              | 394                           |                               |

| Total de votos válidos | Total de votos válidos | 59.142 | 89,13% |
| ---------------------- | ---------------------- | ------ | ------ |
| → Votos em branco      | → Votos em branco      | 2.842  | 4,28%  |
| → Votos nulos          | → Votos nulos          | 4.369  | 6,58%  |
| Total                  | Total                  | 66.353 | -      |
| Abstenções             | Abstenções             | 18.372 | 21,68% |

| Partido | Partido | Votos  | Votos (%) |
| ------- | ------- | ------ | --------- |
|         | MDB     | 25 138 | 42,5%     |
|         | PSDB    | 25 101 | 42,44%    |
|         | SD      | 5 245  | 8,87%     |
|         | PR      | 2 237  | 3,78%     |
|         | PPL     | 1 027  | 1,74%     |
|         | PSOL    | 394    | 0,67%     |
| Totais  | Totais  | 59 142 |           |

### Vereadores
Das quinze vagas preenchidas para vereador(a) do município de Caraguatatuba, apenas duas delas foram por vereadoras mulheres. O vereador eleito com maior número de votos foi Aurimar, do PTB, da coligação PTB/PRB/PHS, eleito com 2.047 votos (3,37%).
| Resultado da eleição para a Câmara Municipal de Caraguatatuba em 2016 por candidato | Resultado da eleição para a Câmara Municipal de Caraguatatuba em 2016 por candidato | Resultado da eleição para a Câmara Municipal de Caraguatatuba em 2016 por candidato | Resultado da eleição para a Câmara Municipal de Caraguatatuba em 2016 por candidato | Resultado da eleição para a Câmara Municipal de Caraguatatuba em 2016 por candidato | Resultado da eleição para a Câmara Municipal de Caraguatatuba em 2016 por candidato |
| Candidato                                                                           | Número                                                                              | Partido                                                                             | Votos                                                                               | Porcentagem                                                                         |                                                                                     |
| ----------------------------------------------------------------------------------- | ----------------------------------------------------------------------------------- | ----------------------------------------------------------------------------------- | ----------------------------------------------------------------------------------- | ----------------------------------------------------------------------------------- | ----------------------------------------------------------------------------------- |
| Aurimar                                                                             | 14777                                                                               | PTB                                                                                 | 2.047                                                                               | 3,37%                                                                               |                                                                                     |
| China                                                                               | 40111                                                                               | PSB                                                                                 | 1.695                                                                               | 2,79%                                                                               |                                                                                     |
| Celso Pereira                                                                       | 45123                                                                               | PSDB                                                                                | 1.581                                                                               | 2,61%                                                                               |                                                                                     |
| Vilma                                                                               | 45678                                                                               | PSDB                                                                                | 1.350                                                                               | 2,23%                                                                               |                                                                                     |
| Fernando Cuiú da Padaria                                                            | 40222                                                                               | PSB                                                                                 | 1.196                                                                               | 1,97%                                                                               |                                                                                     |
| Carlinhos da Farmácia                                                               | 23456                                                                               | PPS                                                                                 | 1.194                                                                               | 1,97%                                                                               |                                                                                     |
| Tato Aguilar                                                                        | 55000                                                                               | PSD                                                                                 | 1.184                                                                               | 1,95%                                                                               |                                                                                     |
| Dr. Flavio Nishiyama                                                                | 14123                                                                               | PTB                                                                                 | 1.112                                                                               | 1,83%                                                                               |                                                                                     |
| Ceara da Adega                                                                      | 23111                                                                               | PPS                                                                                 | 1.094                                                                               | 1,80%                                                                               |                                                                                     |
| Duda Silva                                                                          | 11777                                                                               | PP                                                                                  | 1.062                                                                               | 1,75%                                                                               |                                                                                     |
| Vandinho                                                                            | 11123                                                                               | PP                                                                                  | 1.023                                                                               | 1,69%                                                                               |                                                                                     |
| Dennis Guerra                                                                       | 11555                                                                               | PP                                                                                  | 883                                                                                 | 1,46%                                                                               |                                                                                     |
| Salete                                                                              | 14444                                                                               | PTB                                                                                 | 775                                                                                 | 1,28%                                                                               |                                                                                     |
| Prof. de Paula                                                                      | 15190                                                                               | PMDB                                                                                | 621                                                                                 | 1.02%                                                                               |                                                                                     |
| Aguinaldo Butia                                                                     | 15678                                                                               | PMDB                                                                                | 617                                                                                 | 1,02%                                                                               |                                                                                     |

## Análise
O PSDB de Caraguatatuba entrou com uma ação na Justiça Eleitoral para pedir investigação contra o prefeito eleito Aguilar Junior (PMDB) e o vice Campos Júnior. Na ação, os advogados do partido pediram a impugnação do resultado das urnas e apresentaram ‘documentos comprobatórios, de promessa do fim da cobrança da taxa de condomínios nos bairros Nova Caraguá e Jetuba, construídos por meio do Programa Minha Casa Minha Vida. Lembrando que a eleição foi definida por uma diferença de 37 votos. Porém o juiz Gilberto Alaby Soubihe Filho emitiu um parecer contrário a ação aberta pelo PSDB e descartou a necessidade de novas eleições, conforme era pleiteado pelo recurso.